# 瑪花·麥卡菲
瑪花·麥卡菲（英語：Martha McCarthy）是一位加拿大律師，專門研究家事法中的LGBT事宜。在具有里程碑意義的加拿大最高法院案件M訴H案（M v H）中，麥卡菲擔任M的代表律師，並因此聞名。該案件確立了加拿大同性伴侶的平等權利。2007年，麥卡菲獲得安大略省大律師公會（Ontario Bar Association）頒發的卓越家事法獎（Excellence in Family Law award）。

## 外部連結
- Official webpage for Martha McCarthy